# The Monkey's Paw (2013)
The Monkey's Paw é um filme de terror produzido nos Estados Unidos e lançado em 2013.